# Kotoko (langue)
Pour les articles homonymes, voir Kotoko.
Le kotoko est une langue tchadique (ou un groupe de dialectes) parlée au Tchad, au Nigeria et au Cameroun, par les populations kotoko.